# (20424) 1998 VF30
A (20424) 1998 VF30 egy kisbolygó a Naprendszerben. A LINEAR projekt keretében fedezték fel 1998. november 10-én.